# Пі-теорема Букінгема
Пі-теорема Букінгема — це ключова теорема в аналізі розмірностей. Це формалізація методу аналізу розмірностей Релея. Вільно кажучи, теорема стверджує, що якщо рівняння включає певну кількість n фізичних змінних, тоді початкове рівняння можна переписати за допомогою множини з p = n — k безрозмірнісних параметрів π1, π2, …, πp сконструйованих з початкових змінних. (Тут k — це кількість залучених фізичних розмірностей; її обчислюють як ранг спеціальної матриці.)
Теорему можна розглядати як схему знерозмірнення, бо вона надає метод для обчислення множини безромірнісних параметрів з заданих змінних, навіть якщо форма рівняння все ще невідома.

## Твердження
Більш формально, кількість безрозмірнісних членів, які можна утворити, p, дорівнює вимірності ядра матриці розмірностей, а k — це її ранг. Для експериментальних цілей, різні системи, що мають однаковий опис мовою цих безрозмірнісних фізичних величин — тотожні.
Викладаючи математично, якщо ми маємо фізично значиме рівняння таке як
{\displaystyle f(q_{1},q_{2},\ldots ,q_{n})=0,}
де qi — це n фізичних змінних і вони виражені через k незалежних фізичних одиниць, тоді попереднє рівняння можна переформулювати як
{\displaystyle F(\pi _{1},\pi _{2},\ldots ,\pi _{p})=0,}
де πi — це безрозмірнісні параметри, утворені з qi використовуючи p = n − k безрозмірнісних рівнянь — так званих Пі груп — у вигляді
{\displaystyle \pi _{i}=q_{1}^{a_{1}}\,q_{2}^{a_{2}}\cdots q_{n}^{a_{n}},}
де показники ai — це раціональні числа (їх завжди можна перевизначити як цілі, піднесши πi до степеня, так щоб позбутись знаменника).

## Доведення

### Нарис
Припустимо, що простір фундаментальних і похідних фізичних величин формує векторний простір над раціональними числами, де фундаментальні величини виявляють себе як базисні вектори, а добуток фізичних величин проявляється як векторне додавання і піднесення до степеня як множення на скаляр. Цей простір представляє розмірності як множину показників, необхідних для фундаментальних величин (якщо степінь нульова, то ця фундаментальна величина відсутня). Наприклад, стандартне гравітаційне прискорення g має одиниці {\displaystyle D/T^{2}=D^{1}T^{-2}}, отже, воно представлене як вектор {\displaystyle (1,-2)} щодо базису фундаментальних одиниць (відстань, час).
Прирівнювання фізичних величин у множині фізичних рівнянь можна розглядати як накладання лінійних обмежень у векторному просторі фізичних величин.

### Формальне доведення
Маючи систему з n розмірнісних змінних (з фізичними розмірностями) в k фундаментальних (базисних) розмірностях, запишемо матрицю розмірностей M, чиї рядки це фундаментальні розмірності і чиї стовпчики це розмірності змінних: (i, j)-й елемент — це степінь i-ї фундаментальної розмірності в j-й змінній. Отже,
{\displaystyle M{\begin{bmatrix}a_{1}\\\vdots \\a_{n}\end{bmatrix}}}
це фізичні одиниці величини
{\displaystyle q_{1}^{a_{1}}\,q_{2}^{a_{2}}\cdots q_{n}^{a_{n}}.}
Безрозмірнісна змінна — це величина з фундаментальними розмірностями, піднесеними в нульовий степінь (нульовий вектор векторного простору фундаментальних розмірностей), що те саме, що ядро цієї матриці.
Система з n векторів (стовпчиків) з k лінійно незалежними рядками (ранг матриці — це кількість фундаментальних розмірностей) має ступінь виродженності, p, що задовольняє (p = n − k), де ступінь виродженності — це кількість стовпчиків/змінних, які можна зробити безрозмірнісними.
Безрозмірнісні змінні можна завжди обрати цілочисельними комбінаціями розмірнісних змінних. Не існує природного математичного вибору безрозмірнісних змінних; деякі варіанти безрозмірнісних змінних більш фізично значимі, і найкраще використовувати саме їх.

## Приклади

### Швидкість
Цей приклад елементарний, але підходить для демонстрації процедури.
Припустімо, що автівка рухається зі швидкістю 100 км/г; скільки їй потрібно часу, щоб подолати 200 км?
Це питання розглядає три розмірнісних змінних: відстань d, час t і швидкість v, і ми шукаємо деякий закон у вигляді t = Тривалість(v, d). Ці змінні допускають двовимірний базис: час T і відстань D. Таким чином, існує 3 − 2 = 1 безрозмірнісних величин.
Матриця розмірностей:
{\displaystyle M={\begin{bmatrix}1&0&\;\;\;1\\0&1&-1\end{bmatrix}}.}
Тут рядки відповідають базисним розмірностям D і T, а стовпчики розмірностям D, T і V, де остання позначає розмірність швидкості. Елементи матриці відповідають степеням, до яких відповідні розмірності треба піднести. Наприклад, третій стовпчик (1, −1), каже, що V = D0T0V1, представлене вектором стовпчиком {\displaystyle \mathbf {v} =[0,0,1]}, представне в термінах базисних розмірностей як {\displaystyle V=D^{1}T^{-1}=D/T}, бо {\displaystyle M\mathbf {v} =[1,-1]}.
Для безромірнісної сталої {\displaystyle \pi =D^{a_{1}}T^{a_{2}}V^{a_{3}}}, ми шукаємо вектори {\displaystyle \mathbf {a} =[a_{1},a_{2},a_{3}]} такі, що матрично-векторний добуток Ma дорівнює нульовому вектору [0,0]. В лінійній алгебрі, множина векторів з такою властивістю відома як ядро матриці, в нашому випадку матриці розмірностей. Тут це ядро одновимірне. Матриця розмірностей як записана вище вже є в скороченій рядковій формі, отже ми можемо просто зчитати ненульовий вектор з ядра з точністю до сталого множника:
{\displaystyle \mathbf {a} ={\begin{bmatrix}-1\\\;\;\;1\\\;\;\;1\\\end{bmatrix}}.}
Якщо матриця розмірностей була б не у скороченій формі, то можна було б використати метод Гауса. Отже, безрозмірнісна стала має вигляд:
{\displaystyle \pi =d^{-1}t^{1}v^{1}=tv/d.}
З того, що ядро визначене з точністю до сталого множника, наведена безрозмірнісна стала піднесена до довільного степеня дає іншу (тотожну) безрозмірнісну сталу.
Аналіз розмірностей надав загальне рівняння, що пов'язує три фізичні змінні:
{\displaystyle f(\pi )=0,}
або, дозволяючи {\displaystyle C} позначати корінь функції {\displaystyle f},
{\displaystyle \pi =C,}
що можна записати як
{\displaystyle t=C{\frac {d}{v}},}
Справжній зв'язок між трьома змінними це просто {\displaystyle d=vt}. Інакше кажучи, в цьому випадку {\displaystyle f} має фізично значимий корінь і це одиниця. Факт того, що лише одне значення C підходить і, що це 1 не відкривається за допомогою техніки аналізу розмірностей.

### Простий маятник
Ми бажаємо визначити період T малих коливань простого маятника. Ми припускаємо, що це функція довжини L, маси M і прискорення g, яке має розмірність довжини поділеній на квадрат часу. Модель має форму
{\displaystyle f(T,M,L,g)=0.}
В цьому рівнянні наявні три фундаментальні фізичні розмірності: час {\displaystyle t}, маса {\displaystyle m} і довжина {\displaystyle \ell }, а також 4 розмірнісні змінні, T, M, L і g. Отже нам потрібен лише 4 − 3 = 1 безрозмірнісний параметр π. Модель можна виразити як
{\displaystyle f(\pi )=0,}
де π заданий так
{\displaystyle \pi =T^{a_{1}}M^{a_{2}}L^{a_{3}}g^{a_{4}}}
для деяких значень a1, …, a4.
Розмірності розмірнісних величин такі:
{\displaystyle T=t,M=m,L=\ell ,g=\ell /t^{2}.}
Матриця розмірностей:
{\displaystyle M={\begin{bmatrix}1&0&0&-2\\0&1&0&0\\0&0&1&1\end{bmatrix}}.}
(Рядки відповідають розмірностям {\displaystyle t,m} і {\displaystyle \ell }, а стопчики розмірнісним змінним T, M, L і g. Наприклад, 4-й стовпчик, (−2, 0, 1), говорить, що g має розмірність {\displaystyle t^{-2}m^{0}\ell ^{1}}.)
Ми шукаємо вектор ядра a = [a1, a2, a3, a4] такий, що матричний добуток M на a дає нульовий вектор [0,0,0]. Матриця розмірностей наведена вище вже перебуває в скороченій рядковій формі, тому ми можемо зчитати вектор ядра з точністю до сталого множника:
{\displaystyle a={\begin{bmatrix}2\\0\\-1\\1\end{bmatrix}}.}
Безрозмірнісну сталу можна записати як:
{\displaystyle {\begin{aligned}\pi &=T^{2}M^{0}L^{-1}g^{1}\\&=gT^{2}/L\end{aligned}}.}
Або в базисних розмірностях:
{\displaystyle \pi =(t)^{2}(m)^{0}(\ell )^{-1}(\ell /t^{2})^{1}=1,}
маємо безрозмірнісний результат.
Цей приклад простий, бо три розмірнісні величини — це фундаментальні одиниці, отже остання (g) — це комбінація попередніх. Зауважимо, що якщо б a2 було ненульовим, тоді ми не змогли б скоротити значення M; звідси a2 мусить бути нулем. Аналіз розмірностей дозволив нам заключити, що період маятника не залежить від маси. (В 3D просторі степенів маси, часу і відстані ми можемо скзати, що вектор маси лінійно незалежить від векторів трьох інших змінних. З точністю до сталого множника, {\displaystyle {\vec {g}}+2{\vec {T}}-{\vec {L}}} — це єдиний нетривіальний спосіб утворити безрозмірнісний параметр.)
Тепер модель можна виразити як:
{\displaystyle f(gT^{2}/L)=0.}
Припускаючи, що корені f дискретні, можна сказати, що gT2/L = Cn, де Cn — n-й корінь функції f. Якщо існує лише один корінь, тоді gT2/L = C. Необхідно більше фізичної прозорливості, що показати, що дійсно існує лише один корінь і, що стала така C = 4π2.
Для великих коливань маятника, аналіз ускладнюється додатковим безрозмірнісним параметром, найбільший кут відхилення. Наведений вище аналіз — це хороше наближення коли коли кут близький до нуля.